# Bitwa pod Stiklestad
Bitwa pod Stiklestad – starcie zbrojne pomiędzy wojskami pogańskimi a chrześcijańskimi, które miało miejsce 29 lipca 1030 r. w Norwegii w pobliżu niewielkiej miejscowości Stiklestad. Pomimo zwycięstwa pogan bitwa doprowadziła do chrystianizacji i zjednoczenia ziem norweskich.
Po śmierci ostatniego potomka rodu Ladejarlsów w Norwegii zapanowało bezkrólewie. W roku 1030 do Norwegii powrócił z Rusi (gdzie schronił się przed wrogimi mu możnymi) król Olaf II Haraldsson na czele silnej armii szwedzkiej. Jego celem było odzyskanie władzy i rozszerzenie wiary chrześcijańskiej. Armia skierowała się na ziemie Trøndelag, gdzie starła się z dwukrotnie liczniejszymi siłami chłopskimi, zebranymi przez pogańskich władców. Zwyciężyły wojska pogańskie, a Olaf II poniósł śmierć.
Po bitwie Olaf II obwołany został świętym, a dzięki jego kultowi królestwo norweskie zostało następnie zjednoczone i schrystianizowane. Znaczenie bitwy wielokrotnie nabierało symbolicznego znaczenia dla kolejnych generacji, zwłaszcza w wieku XIX i XX. Władca został pochowany w Nidaros (obecnie Trondheim), które stało się miejscem jego kultu. 
W Narodowym Centrum Kultury w Stiklestad każdego roku w dniu 29 lipca odbywa się widowisko o Świętym Olafie.

## Literatura
- H. Ehrhardt: Fagrskinna. In: Lexikon des Mittelalters Bd. 4 München Zürich 1989.